# Két túsz között
A Két túsz között (eredeti cím: Metro) 1997-es amerikai akciófilm Eddie Murphy, Michael Rapaport, Michael Wincott és Art Evans főszereplésével. Rendezője Thomas Carter, producere Roger Birnbaum.
1997. január 17-én mutatták be Amerikai Egyesült Államokban. 32 millió dolláros bevételt hozott az 55 milliós költségvetésével szemben.

## Cselekmény
Scott Roper (Murphy), a San Franciscó-i rendőrség felügyelője bosszút akar állni egy pszichopata ékszertolvajon, Michael Kordán (Wincott), aki megölte Roper legjobb barátját, Sam Baffert hadnagyot (Evans).

## Szereplők
| Karakter                | Színész                 | Magyar hang (1. változat) | Magyar hang (2. változat) |
| ----------------------- | ----------------------- | ------------------------- | ------------------------- |
| Scott Roper felügyelő   | Eddie Murphy            | Dörner György             | Dörner György             |
| Kevin McCall            | Michael Rapaport        | Viczián Ottó              | Csőre Gábor               |
| Michael Korda           | Michael Wincott         | Szabó Sipos Barnabás      | Szabó Sipos Barnabás      |
| Veronica "Ronnie" Tate  | Carmen Ejogo            | Madarász Éva              | Liptai Claudia            |
| Frank Solis kapitány    | Denis Arndt             | Barbinek Péter            | Perlaki István            |
| Earl                    | Donal Logue             | Csuja Imre                | Csuja Imre                |
| Sam Baffett hadnagy     | Art Evans               | Dobránszky Zoltán         | Dobránszky Zoltán         |
| Kimura nyomozó          | Kim Miyori              | Tallós Rita               | Menszátor Magdolna        |
| Clarence Teal           | Paul Ben-Victor         | Orosz István              | Orosz István              |
| Bankigazgató            | Dick Bright             |                           |                           |
| Forbes rendőr           | James Carpenter         |                           |                           |
| Debbie, Earl túsza      | Jeni Chua               | Vennes Emmy               |                           |
| Greg Barnett            | Charleston Pierce       |                           |                           |
| Jennings SWAT-kommandós | David Michael Silverman |                           |                           |
| Glass nyomozó           | Will Marchetti          |                           |                           |

## Gyártás
1995 februárjában a Caravan Pictures 1 millió dolláros elővételi ajánlattal megvásárolta a forgatókönyvet a film számára. Eddie Murphy 1995 májusában kezdett tárgyalni a főszerepről.

### Bevétel
A film 9,3 millió dollárral debütált a nyitóhétvégén. Összesen 32 000 301 dollár bevételt hozott, ami nem fedezte az 55 millió dolláros költségvetést.
A film alulteljesítése után Thomas Carter a besorolást és a káromkodást okolta.